# Puccinia artemisiae-norvegicae
Puccinia artemisiae-norvegicae ist eine Ständerpilzart aus der Ordnung der Rostpilze (Pucciniales). Der Pilz ist ein Endoparasit des Korbblütlers Artemisia arctica. Symptome des Befalls durch die Art sind Rostflecken und Pusteln auf den Blattoberflächen der Wirtspflanzen. Sie ist holarktisch verbreitet.

## Merkmale

### Makroskopische Merkmale
Puccinia artemisiae-norvegicae ist mit bloßem Auge nur anhand der auf der Oberfläche des Wirtes hervortretenden Sporenlager zu erkennen. Sie wachsen in Nestern, die als gelbliche bis braune Flecken und Pusteln auf den Blattoberflächen erscheinen.

### Mikroskopische Merkmale
Das Myzel von Puccinia artemisiae-norvegicae wächst wie bei allen Puccinia-Arten interzellulär und bildet Saugfäden, die in das Speichergewebe des Wirtes wachsen. Ihre Spermogonien und Aecien sind bislang nicht bekannt. Die unterseitig auf den Wirtsblättern wachsenden Uredien des Pilzes sind zimtbraun. Ihre goldenen bis zimtbraunen Uredosporen sind 30–35 × 21–25 µm groß, eiförmig bis breitellipsoid und stachelwarzig. Die beidseitig und an Stängeln wachsenden Telien der Art sind schwarzbraun, pulverig und unbedeckt, sie besitzen Paraphysen. Die kastanienbraunen Teliosporen sind zweizellig, in der Regel ellipsoid bis langellipsoid, runzelig und 33–38 × 19–24 µm groß. Ihre Stiele sind farblos.

## Verbreitung
Das bekannte Verbreitungsgebiet von Puccinia artemisiae-norvegicae reicht von Kanada bis nach Russland.

## Ökologie
Die Wirtspflanze von Puccinia artemisiae-norvegicae ist Artemisia arctica. Der Pilz ernährt sich von den im Speichergewebe der Pflanzen vorhandenen Nährstoffen, seine Sporenlager brechen später durch die Blattoberfläche und setzen Sporen frei. Die Art durchläuft einen makrozyklischen Entwicklungszyklus mit Spermogonien, Aecien, Telien und Uredien.